# Nationales Kunstmuseum Odessa
Das Nationale Kunstmuseum Odessa ist das staatliche Kunstmuseum im Zentrum von Odessa im Gebäude der Familie Naryschkin, einem architektonischen Denkmal aus dem frühen 19. Jahrhundert.

## Geschichte
Der Autor des Herrenhausprojekts ist nicht bekannt. Der Bau wurde zwischen 1823 und 1826 fortgesetzt. Das Gebäude wurde 1828 vom Architekten Francesco Boffo zertifiziert. Der Palast wurde im Stil des Klassizismus erbaut – zwei Stockwerke, mit einem sechssäuligen Portikus und einem dreieckigen Kopf mit einer Kartusche darüber. Bei späteren Umbauten wurde das Gebäude durch abgerundete Galerien, die einen Ehrenhof bildeten, mit den Seitenflügeln verbunden. Die Anlage des Geländes ist herrschaftlicher Art, hinter dem Schloss wurde am Hang ein Landschaftspark angelegt.

Es gibt eine künstliche Grotte, die in den 1880er Jahren für eine Ausstellung von Einrichtungsgegenständen errichtet wurde. Die Innenräume sind im Stil des Klassizismus und Historismus gehalten. Der Boden ist mit italienischem Parkett mit etwas kleinerem Muster verlegt. In den prächtigen Sälen des Schlosses sind die klassische Verzierung von Gesimsen, Deckenornamenten und ein eleganter Kronleuchter aus Porzellan erhalten geblieben.

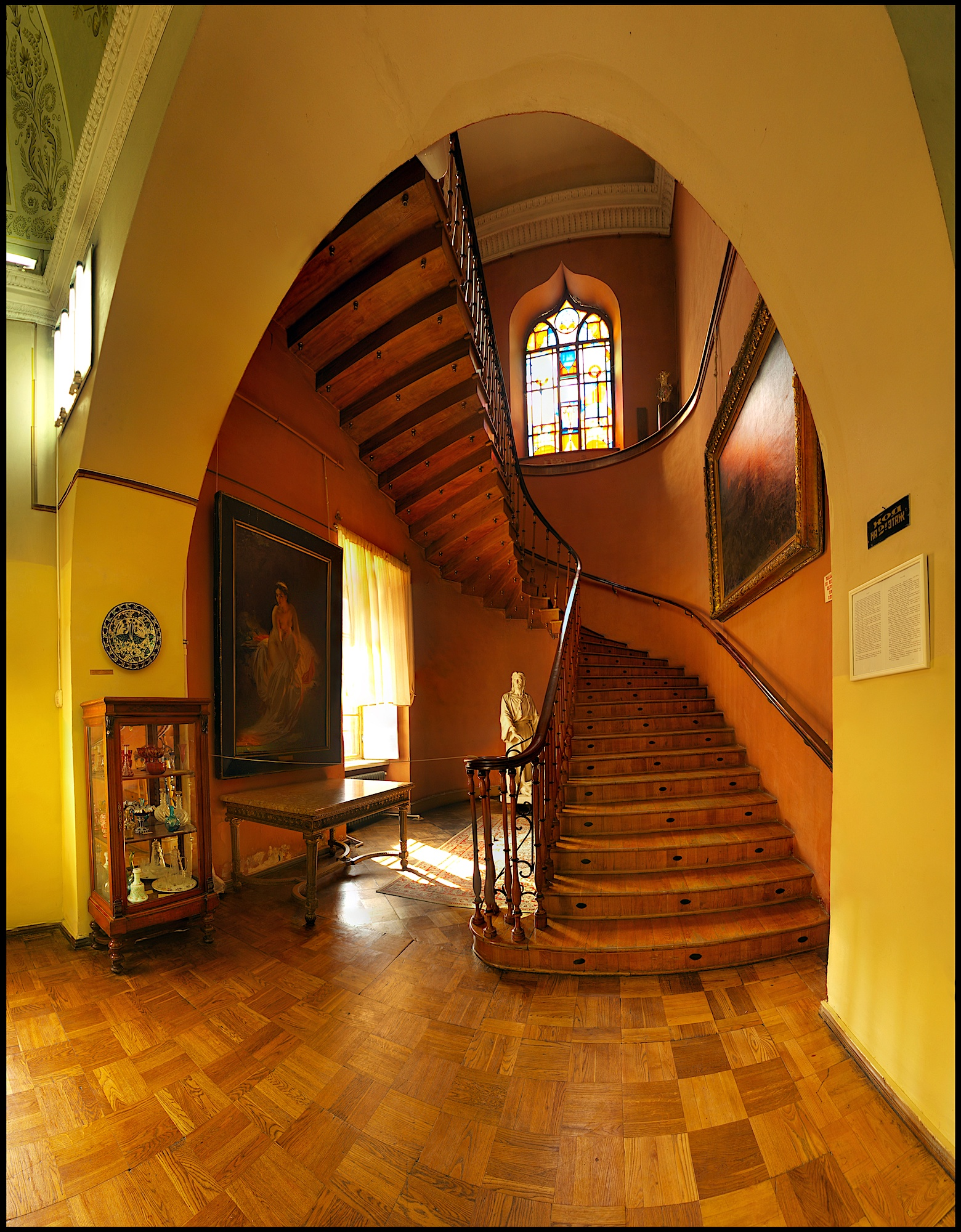
Treppe zum zweiten Stock
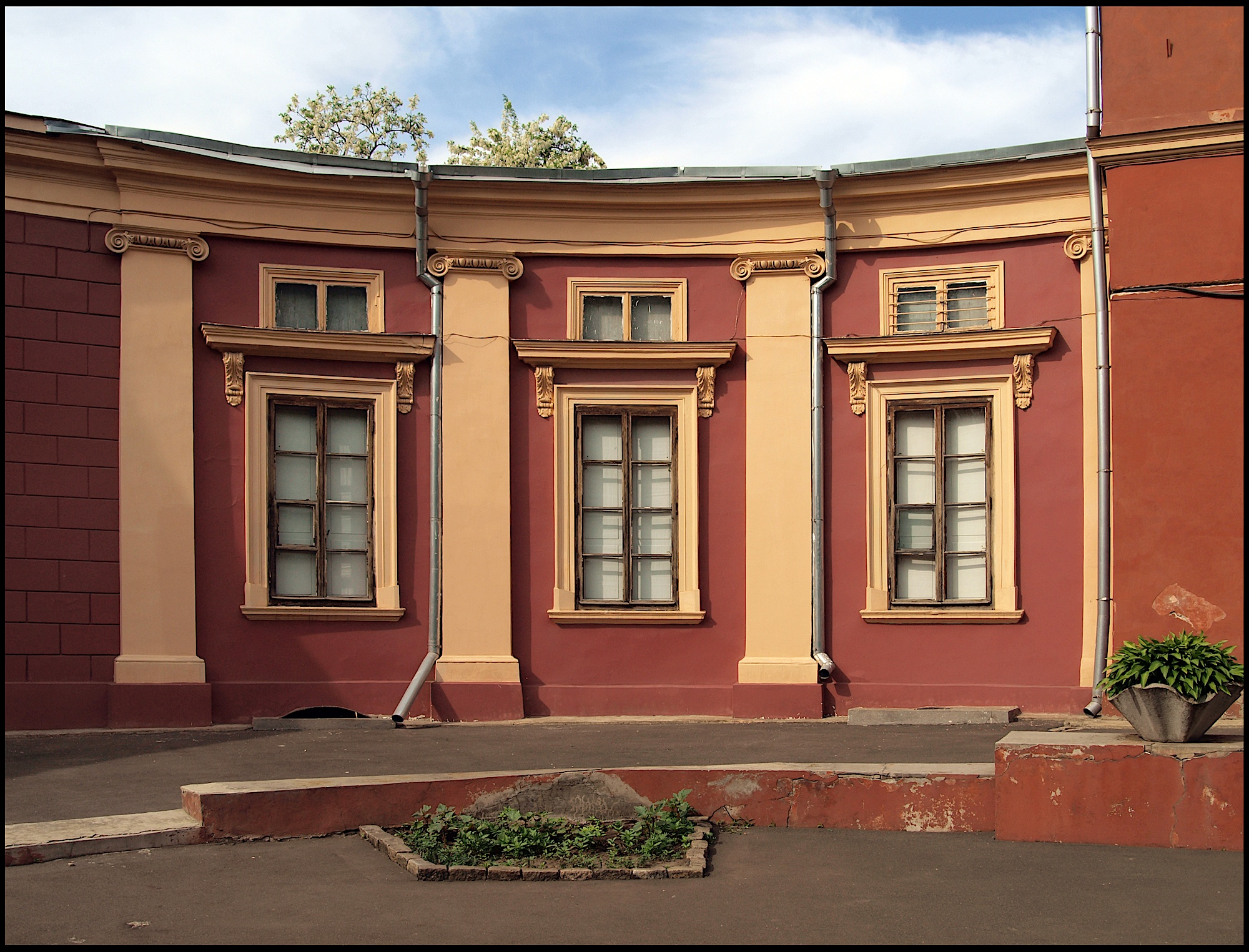
Halbrunde Galerie des Hofes
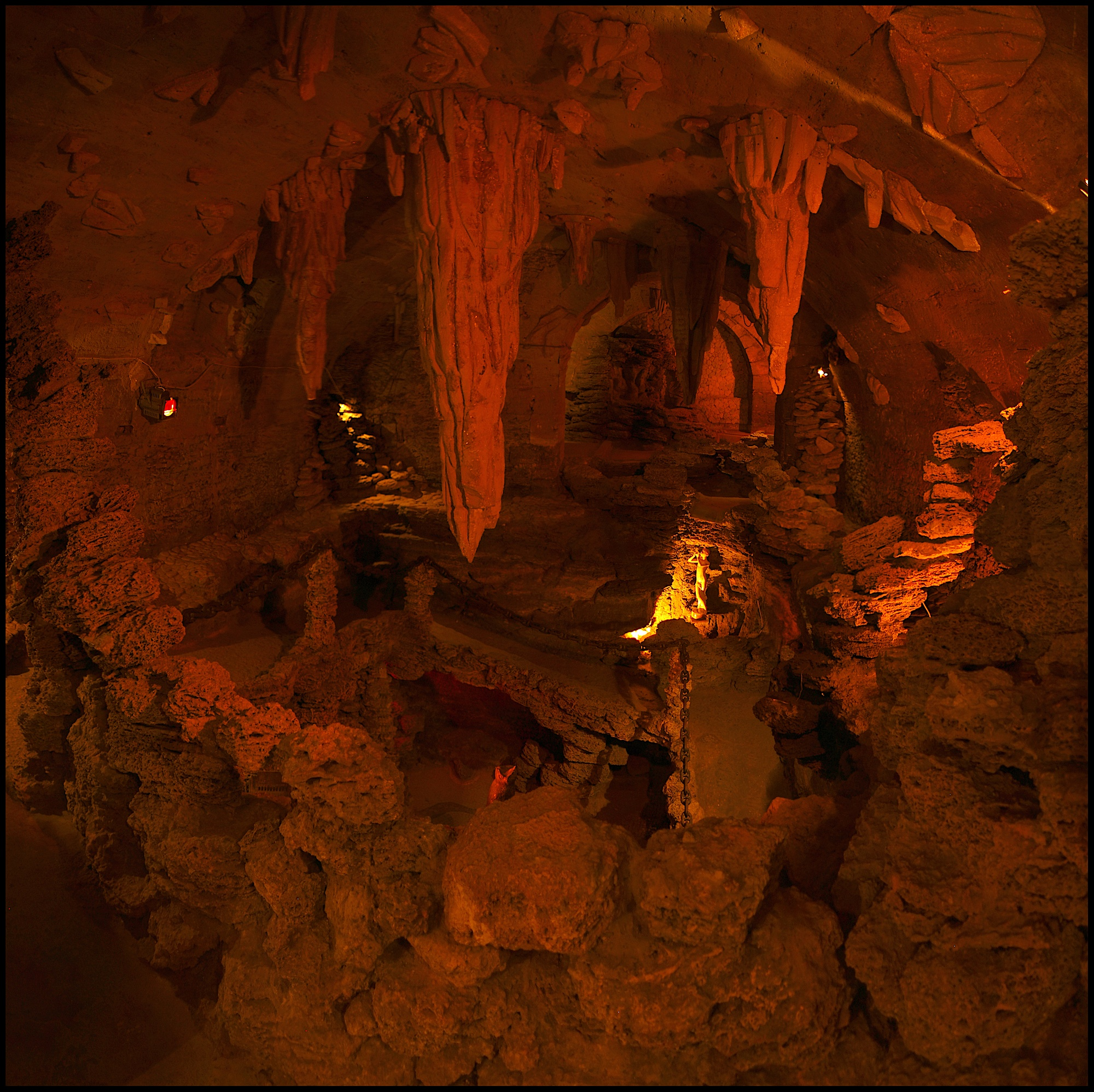
Grotte des Museums

Das Museum wurde am 6. November 1899 durch die Bemühungen der Odessaer Gesellschaft der Schönen Künste (gegründet 1865) eröffnet. Die Museumssammlung begann mit Gemälden, die dem Museum von der Kaiserlichen Kunstakademie gespendet wurden. Die Ausstellung des Kunstmuseums Odessa ist in 26 Sälen untergebracht.
Seit Oktober 2021 hat das Museum nationalen Status.
Im Dezember 2021 wurde das Museum in staatliche Trägerschaft übertragen.
Am 20. Juli 2023 wurde das Gebäude des Nationalen Kunstmuseums Odessa nachts durch russischen Raketenbeschuss auf die Stadt Odessa während der russischen Invasion in der Ukraine beschädigt.
Am Abend des 5. November 2023 wurde das Nationale Kunstmuseum durch einen russischen Raketenangriff auf das Zentrum von Odessa zum zweiten Mal beschädigt.

## Sammlungen des Museums
- Ikonographie
- Malerei (Porträtmalerei, Landschaftsmalerei, Haushaltsmalerei, Historienmalerei im Stil des Akademismus, sozialistischer Realismus)
- Grafik
- Skulptur
- dekorative und angewandte Kunst.

### Beispiele von Porträts der Kunstgalerie
- Offizielles Porträt der Katharina II. in voller Größe (Dmitri Lewizki, 1794)
- Porträt des Oberst Palmenbach (Dmitri Lewizki, 1794)
- Porträt eines unbekannten jungen Mannes (Orest Kiprenski, 1. Viertel des 19. Jahrhunderts)
- Porträt der N. Obolenska (Wassili Tropinin, 1833)
- Porträt der N. Gabaeva (Nikolai Ge, 1886)
- Porträt der Ehefrau   (Boris Kustodijew)

### Landschaftsmalerei
Im 19. Jahrhundert nahm die Landschaft in der Malerei einen hohen Stellenwert ein. Zu den Landschaftswerken des Museums gehören:
- Yachthafen, Iwan Aiwasowski
- „Moschee“ (Wassili Polenow)
- „Abend. Zugvögel“ (Alexei Sawrassow, 1874)
- „Waldbach“ (Iwan Schischkin, 1870)

## Beispiele aus der Sammlung

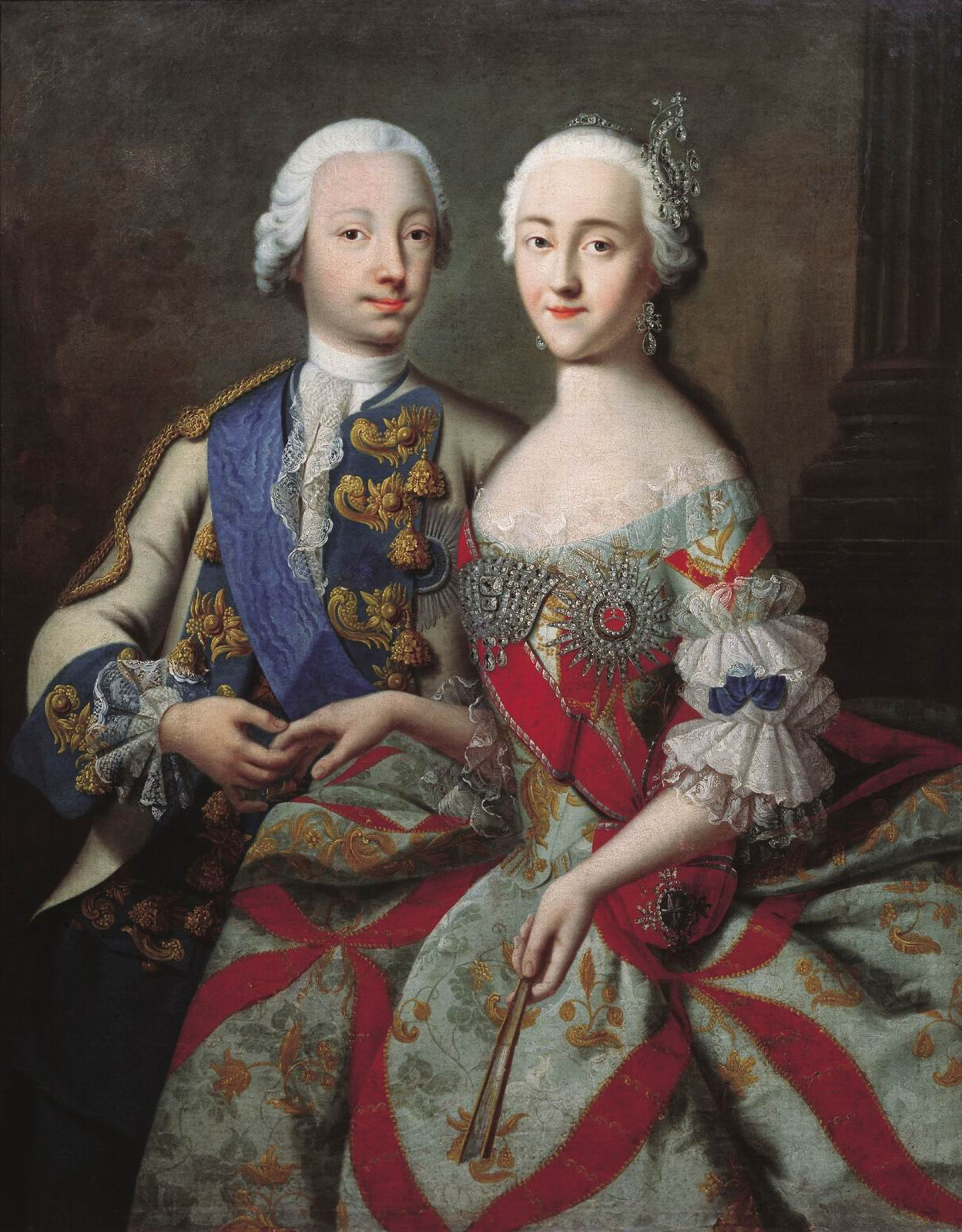
Georg Christoph Grooth – Porträt des Großherzogs Peter Fedorovich (zukünftiger Peter III.) und seiner Frau Großfürstin Katharina Alexejewna (zukünftige Katharina II.)
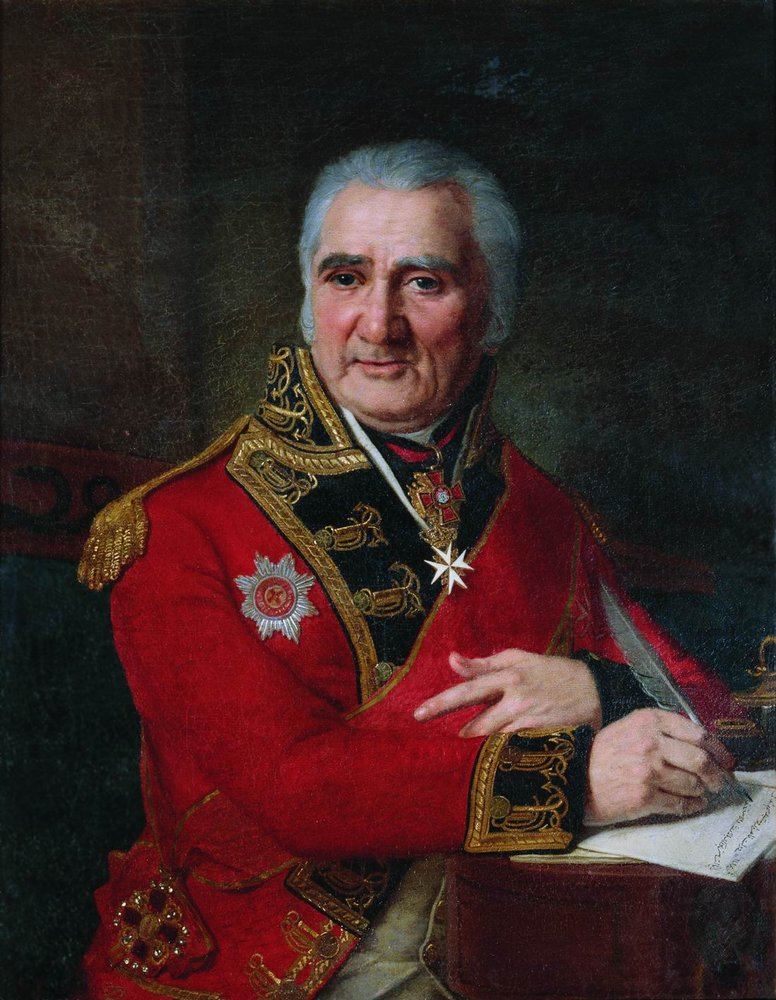
Wladimir Borowikowski – Porträt des S. Lashkarev
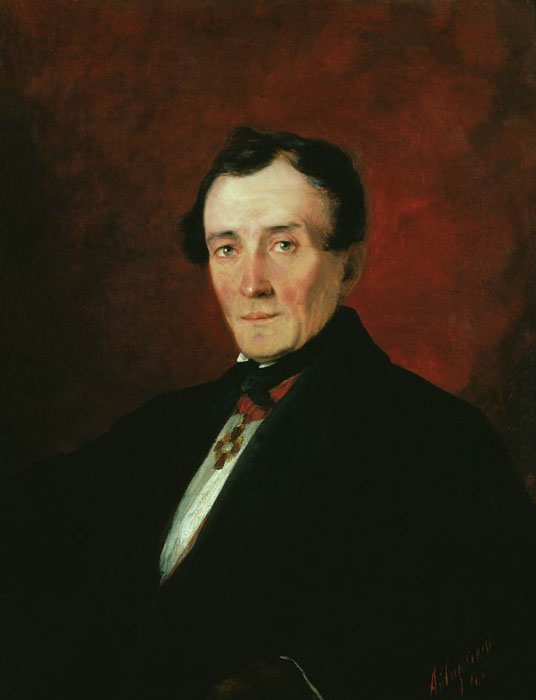
Iwan Aiwasowski – Porträt des Unbekannten
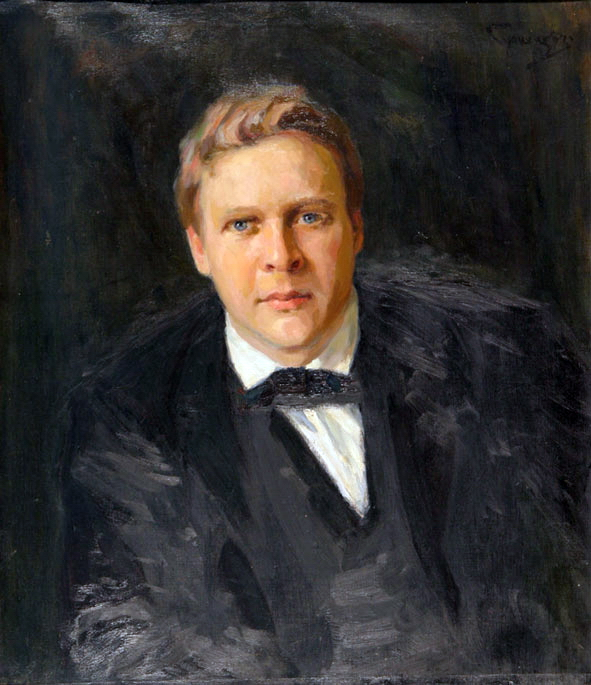
Mykola Kusnezow – Portrait des Fjodor Schaljapin, 1902
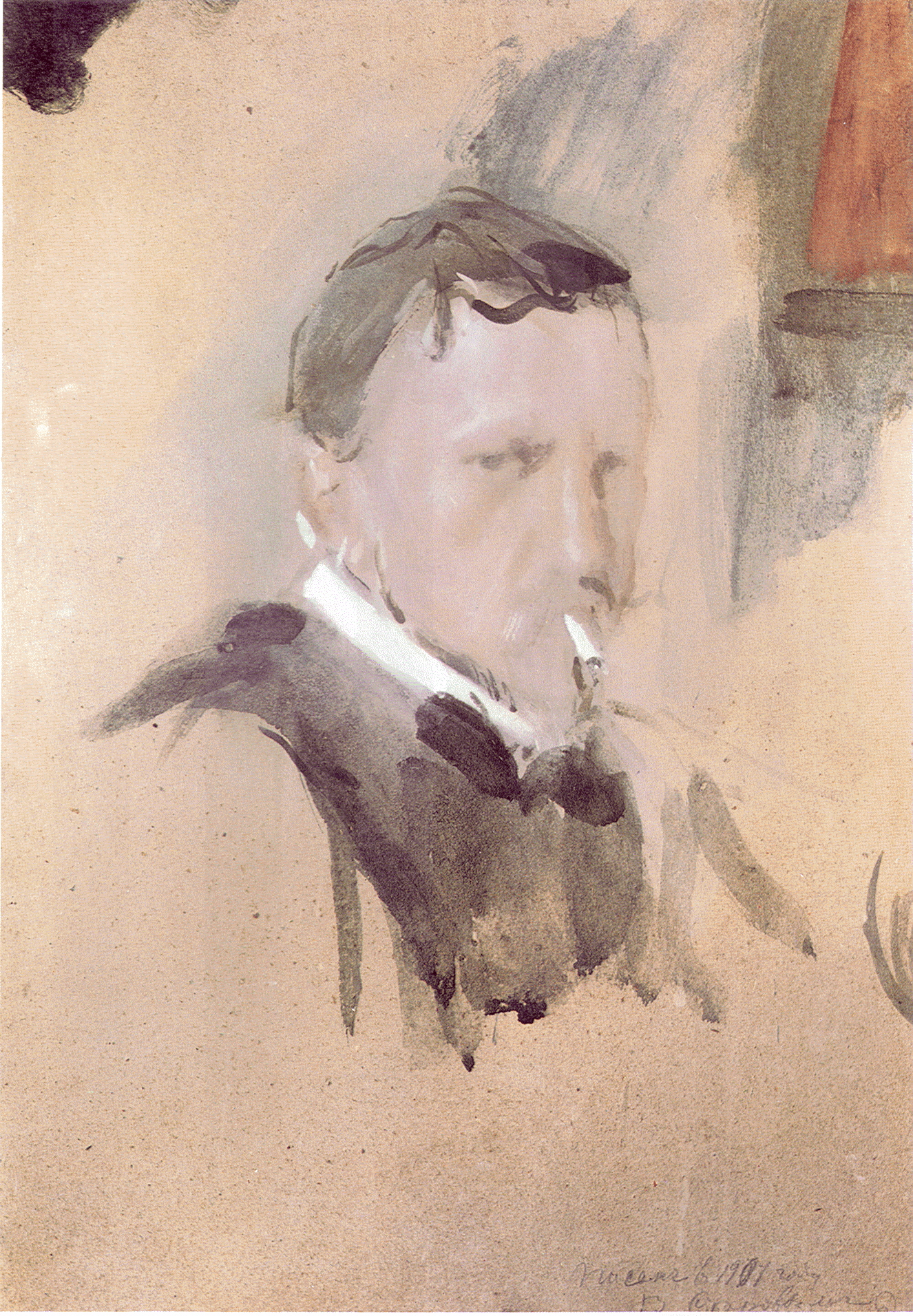
Walentin Serow – Selbstporträt, 1901
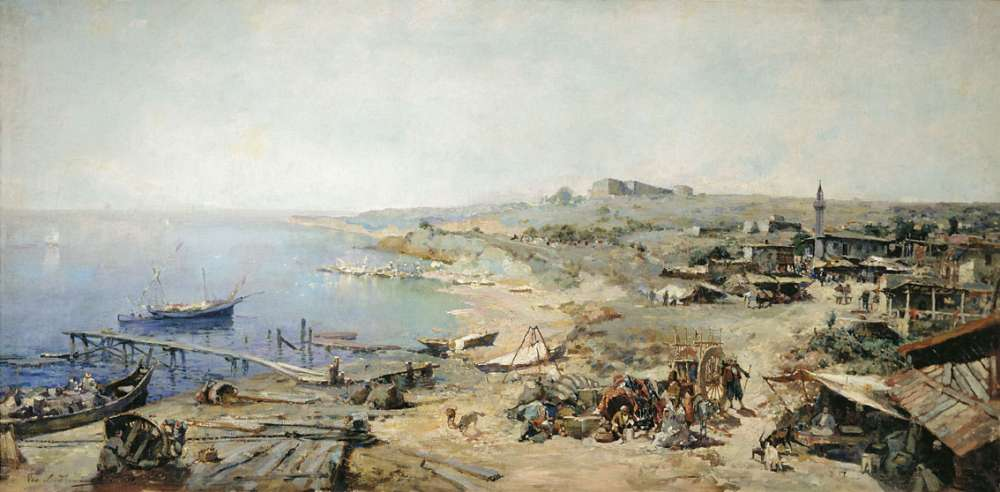
Hennadij Ladyshjenskij – Khadjibey, Odessa, 1899
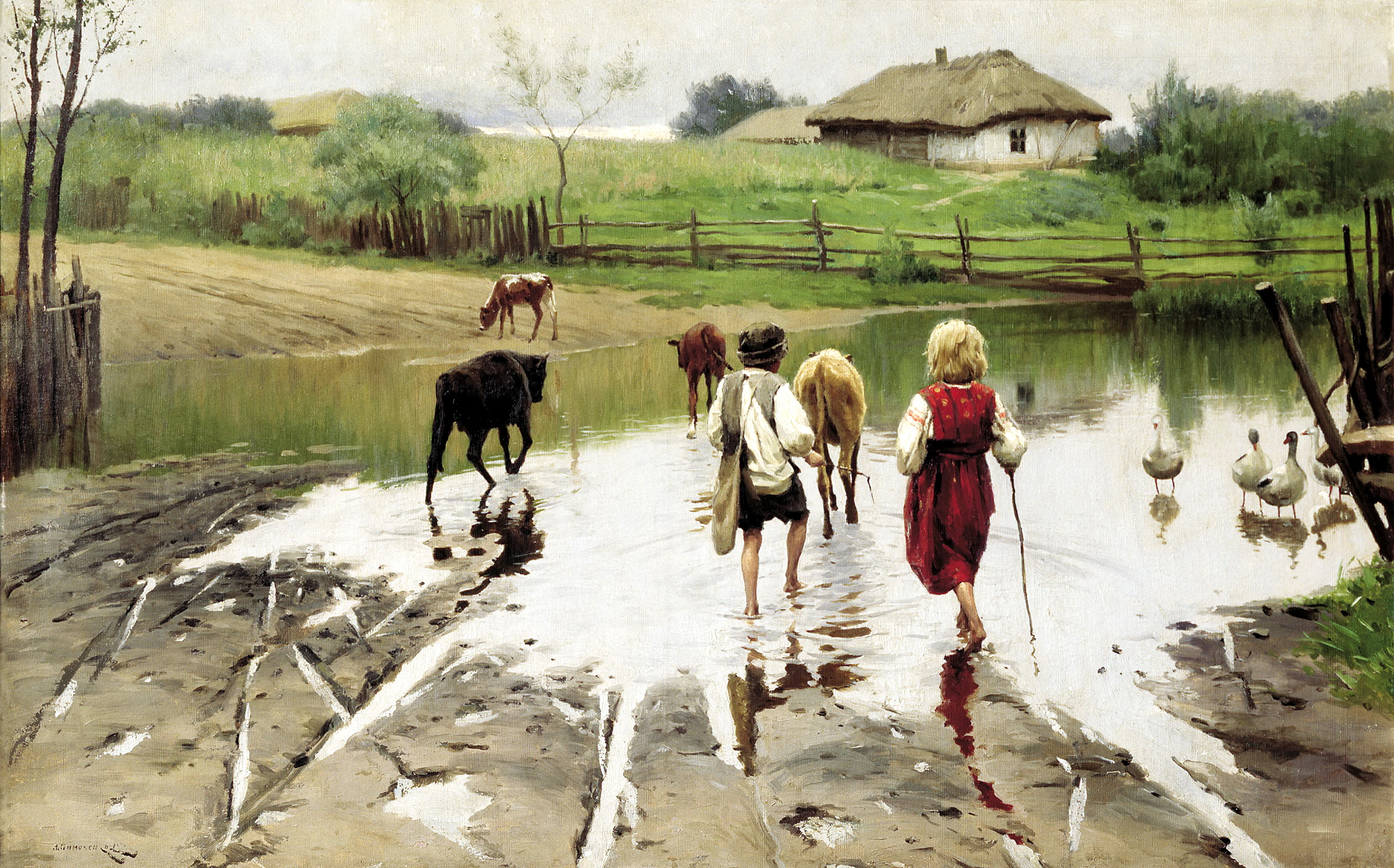
Mykola Pymonenko – Furt, 1901
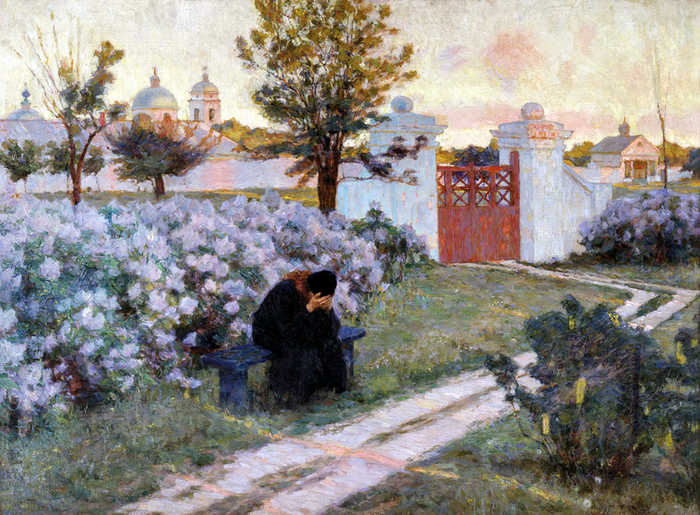
Kyriak Kostandi – Der blühende Flieder, 1902
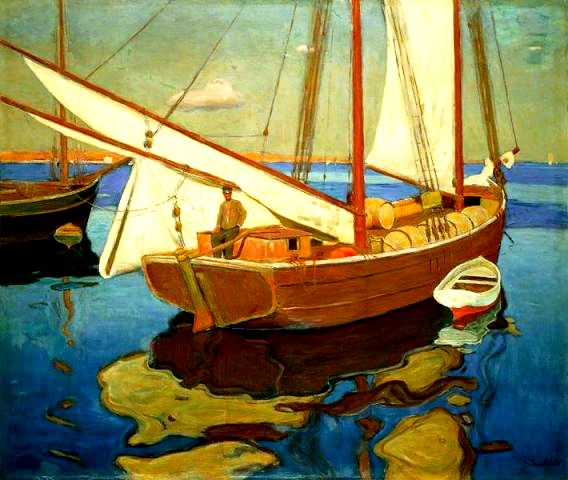
Gerasim Golowkov – Dubky
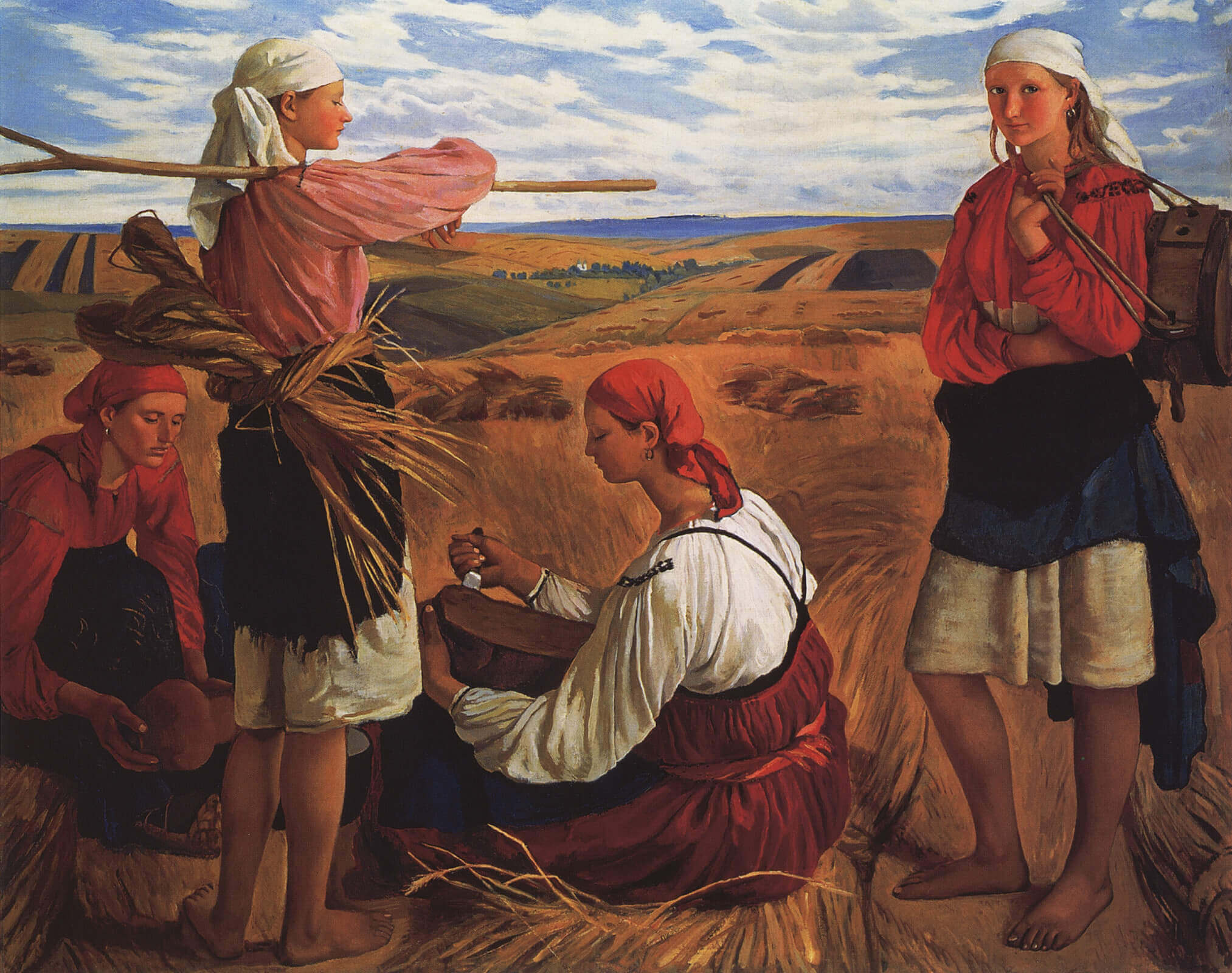
Sinaida Serebrjakova – Ernte